# Володько, Анна Александровна
Анна Александровна Володько (в девичестве Громолюк; 10 марта 1986) — российская футболистка, выступавшая на позиции защитника.
Первой футбольной командой в 2002—2003 годах была «Энергетик-КМВ». В 2003 году провела 10 матчей.
В 2004 году перешла в «ЦСК ВВС».
В 2005 году перешла в «Рязань-ВДВ».
В 2006 году перешла в витебский «Университет», где выступала с перерывом почти десять лет. Осенью 2011 года играла за другой белорусский клуб — «Бобруйчанка». В составе обоих клубов участвовала в матчах еврокубков.
С начала 2010-х годов выступала под фамилией Володько.

## Достижения
Чемпионат Белоруссии по футболу среди женщин
- Чемпион Белоруссии (4): 2006, 2007, 2008, 2009.
- Лучший защитник Белорусского чемпионата 2009 года.
- Привлекалась[6] в молодежную сборную Россия для участия в Чемпионате мира по футболу 2006 (среди девушек до 20 лет).